# 木幡村 (福島県安達郡)
木幡村（こはたむら）は福島県安達郡にあった村。現在の二本松市木幡にあたる。

## 地理
- 河川：阿武隈川

## 歴史
- 1889年（明治22年）4月1日 - 町村制の施行により、内木幡村および外木幡村の大部分が合併して発足。
- 1955年（昭和30年）1月1日 - 針道村・戸沢村・太田村と合併して東和村が発足。同日木幡村廃止。